# Matfield Green
Matfield Green – miasto w Stanach Zjednoczonych w stanie Kansas w hrabstwie Chase. W 2010 roku liczyło 47 mieszkańców